# اسکای‌نت (شرکت هواپیمایی)
اسکای‌نت (به انگلیسی: Skynet) یک شرکت هواپیمایی است که در ۲۰۰۸ میلادی تأسیس شده‌است. دفتر مرکزی اسکای‌نت در کراسنویارسک، روسیه واقع شده‌است و قطب این شرکت هواپیمایی در فرودگاه یملیانو قرار دارد و به ۱۴ مقصد، پرواز انجام می‌دهد.